# Argentína a 2011-es úszó-világbajnokságon
Argentína a 2011-es úszó-világbajnokságon 13 sportolóval vett részt.

## Hosszútávúszás
Férfi
| Versenyző         | Esemény            | Döntő     | Döntő    |
| Versenyző         | Esemény            | Idő       | Helyezés |
| ----------------- | ------------------ | --------- | -------- |
| Damian Balum      | Férfi 10 kilométer | 1:59:44.1 | 40       |
| Guillermo Bertola | Férfi 10 kilométer | 1:54:54.9 | 18       |
| Guillermo Bertola | Férfi 25 kilométer | 5:14:29.9 | 13       |
| Gabriel Villagoiz | Férfi 25 kilométer | 5:37:25.9 | 18       |

Női
| Versenyző        | Esemény          | Döntő     | Döntő    |
| Versenyző        | Esemény          | Idő       | Helyezés |
| ---------------- | ---------------- | --------- | -------- |
| Cecilia Biagioli | Női 10 kilométer | 2:02:12.0 | 5        |
| Cecilia Biagioli | Női 25 kilométer | 5:29:58.7 | 10       |

Csapat
| Versenyző                                            | Esemény | Döntő     | Döntő    |
| Versenyző                                            | Esemény | Idő       | Helyezés |
| ---------------------------------------------------- | ------- | --------- | -------- |
| Guillermo Bertola Cecilia Biagioli Gabriel Villagoiz | Csapat  | 1:01:34.2 | 9        |

## Úszás
Férfi
| Versenyző           | Esemény                       | Selejtező | Selejtező | Elődöntő          | Elődöntő          | Döntő             | Döntő             |
| Versenyző           | Esemény                       | Idő       | Helyezés  | Idő               | Helyezés          | Idő               | Helyezés          |
| ------------------- | ----------------------------- | --------- | --------- | ----------------- | ----------------- | ----------------- | ----------------- |
| Matias Aguilera     | Férfi 100 méteres gyorsúszás  | 51.62     | 50        | Nem jutott tovább | Nem jutott tovább | Nem jutott tovább | Nem jutott tovább |
| Juan Martin Pereyra | Férfi 400 méteres gyorsúszás  | 3:51.03   | 20        |                   |                   | Nem jutott tovább | Nem jutott tovább |
| Juan Martin Pereyra | Férfi 800 méteres gyorsúszás  | 7:59.06   | 16        |                   |                   | Nem jutott tovább | Nem jutott tovább |
| Juan Martin Pereyra | Férfi 1500 méteres gyorsúszás | 15:21.92  | 17        |                   |                   | Nem jutott tovább | Nem jutott tovább |
| Federico Grabich    | Férfi 50 méteres hátúszás     | 26.13     | 25        | Nem jutott tovább | Nem jutott tovább | Nem jutott tovább | Nem jutott tovább |
| Federico Grabich    | Férfi 100 méteres hátúszás    | 55.93     | 37        | Nem jutott tovább | Nem jutott tovább | Nem jutott tovább | Nem jutott tovább |

Női
| Versenyző           | Esemény                     | Selejtező | Selejtező | Elődöntő          | Elődöntő          | Döntő             | Döntő             |
| Versenyző           | Esemény                     | Idő       | Helyezés  | Idő               | Helyezés          | Idő               | Helyezés          |
| ------------------- | --------------------------- | --------- | --------- | ----------------- | ----------------- | ----------------- | ----------------- |
| Virginia Bardach    | Női 400 méteres gyorsúszás  | 4:18.57   | 26        |                   |                   | Nem jutott tovább | Nem jutott tovább |
| Cecilia Biagioli    | Női 800 méteres gyorsúszás  | 8:44.01   | 22        |                   |                   | Nem jutott tovább | Nem jutott tovább |
| Cecilia Biagioli    | Női 1500 méteres gyorsúszás | DNS       | DNS       |                   |                   | Nem jutott tovább | Nem jutott tovább |
| Cecilia Bertoncello | Női 50 méteres hátúszás     | 29.73     | 37        | Nem jutott tovább | Nem jutott tovább | Nem jutott tovább | Nem jutott tovább |
| Georgina Bardach    | Női 400 méteres vegyesúszás | 4:48.09   | 22        |                   |                   | Nem jutott tovább | Nem jutott tovább |

## Szinkronúszás
Női
| Versenyző                  | Esemény               | Selejtező | Selejtező | Döntő               | Döntő               |
| Versenyző                  | Esemény               | Pont      | Helyezés  | Pont                | Helyezés            |
| -------------------------- | --------------------- | --------- | --------- | ------------------- | ------------------- |
| Etel Sanchez               | Egyéni rövid program  | 78.400    | 17        | Nem jutott tovább   | Nem jutott tovább   |
| Etel Sanchez               | Egyéni szabad program | 78.840    | 18        | Nem jutott tovább   | Nem jutott tovább   |
| Etel Sanchez Sofia Sanchez | Páros rövid program   | 79.200    | 24        | Nem jutottak tovább | Nem jutottak tovább |
| Etel Sanchez Sofia Sanchez | Páros szabad program  | 80.110    | 22        | Nem jutottak tovább | Nem jutottak tovább |

Tartalék
- Lucina Simon